# Ernest Désiré Glasson
Ernest Désiré Glasson, född 6 oktober 1839 i Noyon, död 6 januari 1907 i Paris, var en fransk jurist.
Glasson verkade som professor vid olika franska universitet, från 1878 i Paris. Genom en rik och allsidig författarverksamhet, som omfattade skilda rättsdiscipliner, skapade Glasson sig ett högt ansett namn. 
Hans främsta skrifter var Histoire du droit et des institution de l'Angleterre (6 band, 1882-83) och Histoire du droit et des institutions de la France (8 band, 1887-1903).